# قرن هاشم (مناخة)

تعديل مصدري - تعديل

قرن هاشم هي إحدى قرى عزلة المغارب بمديرية مناخة التابعة لمحافظة صنعاء، بلغ تعداد سكانها 508 نسمة حسب تعداد اليمن لعام 2004.